# ما ملكت أيمانكم (مسلسل)
ماملكت ايمانكم مسلسل سوري أخرجه نجدة إسماعيل أنزور ومن تاليف هالة دياب وأنتج عام 2010. صنف كمسلسل اجتماعي جريء من الدرجة الأولى..يسلط الضوء على شريحة الطبقة الوسطى، مشاكلها وهمومها، وعلى قضايا مثل التطرف الديني والفساد والإرهاب، مبيناً الثمن الذي ندفعه جميعاً من وجهة نظر الكاتبة.

## تمثيل

### بطولة
- سلافة معمار
- مصطفى الخاني
- سلافة معمار
- ديمة قندلفت
- رانيا أحمد
- رنا الأبيض
- عبد الحكيم قطيفان
- قيس شيخ نجيب
- مجد رياض
- خالد القيش
- نضال نجم
- بلإشتراك مع نادين خوري
- والفنانة العراقيةهناء محمد
- علي كريم
- ميلاد يوسف
- فايز قزق
- صبحي الرفاعي
- ناهد الحلبي
- أمانة والي
- نسيمة ظاهر
- محمد خاوندي
- فاتن شاهين
- عدنان أبو الشامات
- بسام لطفي
- مروان فرحات
- فدوى محسن
- ميادة درويش